# Kanton Samatan
Kanton Samatan (fr. Canton de Samatan) je francouzský kanton v departementu Gers v regionu Midi-Pyrénées. Skládá se z 15 obcí.

## Obce kantonu
- Bézéril
- Cazaux-Savès
- Labastide-Savès
- Lahas
- Monblanc
- Nizas
- Noilhan
- Pébées
- Polastron
- Pompiac
- Saint-André
- Saint-Soulan
- Samatan
- Savignac-Mona
- Seysses-Savès